# Kingittorsuaq
Kingittorsuaq ("det store fjeld, der rager højt op") er en lille ubeboet ø nord for Upernavik i Avannaata Kommune i det nordvestlige Grønland.

## Beliggenhed
Øen er en del af Upernavik skærgård og ligger 20 km nord for byen Upernavik.
Kingittorsuaq udgør en del af den sydvestlige side/afgrænsning af isfjorden Ikeq (dansk navn: Upernavik Isfjord), nær dennes munding ud i Baffinbugten.
Øen er godt 3 km lang og op til 2,7 km bred med et areal på 5 km2. Det højeste punkt er 322 m.o.h.

Øen Kingittorsuaq ligger i Avannaata Kommune (tidligere Qaasuitsup Kommune). Før 2009 lå øen i Upernavik Kommune.

## Historie
I 1824 besteg en mand ved navn Pelimut eller Pelinut (grønlandsk form af navnet Filemon) – som boede ved isfjorden Ikeq – fjeldet på den nordlige del af Kingittorsuaq, for at se om der var et hvalfangerskib på havet mod vest.
På øens højeste punkt fandt han tre sammenfaldne varder, der var placeret så de dannede en trekant, og nær den største af varderne fik han øje på en sten, hvorpå der var indridset en mængde tegn som han ikke forstod.

Denne sten – som blev kendt som Kingittorsuaq-runestenen – er en sten med runeindskrifter fra middelalderen, og den er et sikkert bevis på, at nordboerne i Grønland på deres fangstrejser langs den grønlandske vestkyst nåede så langt nordpå som til nord for den nuværende by Upernavik.
Runestenen befinder sig nu på Nationalmuseet i København.

## Kingittorsuaqs omegn
Ved nordsiden af isfjorden Ikeqs munding, 8 km nord for Kingittorsuaq, ligger bygden Tussaaq.
Tre kilometer østsydøst for Kingittorsuaq ligger den mindre ø Inussuk (gammel retskrivning: Inugsuk). På Inussuk blev der i 1929 foretaget en stor arkæologisk udgravning under ledelse af arkæologen Therkel Mathiassen. Ved udgravningen blev der fundet genstande, som måske er af norrøn oprindelse.

## Om stednavne i området og deres betydning
Navnet Kingittorsuaq betyder  'det store (fjeld), der rager højt op' , det vil sige  'det store, høje fjeld'  eller  'den store knejsende' . Navnet kommer af det grønlandske ord "kingip-" ( 'at rage højt op'  (brugt om fjelde)) samt tilhængene "+toq" ( 'en, som ...' ) og "+suaq", som angiver at noget er stort.

"kingip-" – 'at rage højt op' (om fjeld)
"kingip- +toq" → "kingittoq" – 'et fjeld, som rager højt op'
"kingittoq +suaq" → "kingittorsuaq" – 'det store fjeld, der rager højt op'
Navnet Kingittorsuaq udtales noget i retning af "gi-NGIT-DOR-sua(r)k" (med betoning af 2. og 3. stavelse; "ng" udtales som i danske ord som 'mange' eller 'ingen').
Ifølge retskrivningen fra før 1973 stavedes navnet Kingigtorssuaκ.
Det grønlandske ord "ikeq" betyder  'sund' ,  'bredning'  eller  'fjordmunding' . I betydningen  'sund' , som er den relevante i denne forbindelse, angiver ordet "ikeq" mere præcist  'en fjords fortsættelse ud gennem skærgården' . Det vil sige et mere eller mindre langstrakt farvand, som ikke er omgivet af to sammenhængende fjordsider, men hvis sider snarere er afgrænset af en række større og mindre øer og holme.